# Mogtédo (Mogtédo)
Pour les articles homonymes, voir Mogtédo.
Mogtédo est une commune rurale et le chef-lieu du département de Mogtédo situé dans la province du Ganzourgou de la région du Plateau-Central au Burkina Faso.

## Géographie
Mogtédo est situé à environ 25 km à l'ouest du centre de Zorgho, le chef-lieu de la province. La ville est traversée par la route nationale 4 reliant Ouagadougou à la frontière nigérienne.

## Économie
Du fait de sa situation sur la RN 4, l'économie de Mogtédo bénéficie du commerce et du transport de marchandises sur l'un des principaux axes routiers du pays.

## Santé et éducation
Mogtédo accueille un centre de santé et de promotion sociale (CSPS) tandis que le centre médical avec antenne chirurgicale (CMA) se trouve à Zorgho.